# Одеболт (Айова)
Одеболт (англ. Odebolt) — місто (англ. city) в США, в окрузі Сак штату Айова. Населення — 994 особи (2020).

## Географія
Одеболт розташований за координатами 42°18′42″ пн. ш. 95°15′15″ зх. д. / 42.31167° пн. ш. 95.25417° зх. д. (42.311793, -95.254234).  За даними Бюро перепису населення США в 2010 році місто мало площу 2,71 км², уся площа — суходіл.

## Демографія
Згідно з переписом 2010 року, у місті мешкало 1013 осіб у 433 домогосподарствах у складі 269 родин. Густота населення становила 373 особи/км².  Було 511 помешкання (188/км²).
Расовий склад населення:
| - 98,5 % — білих - 0,2 % — корінних американців - 0,2 % — чорних або афроамериканців - 0,1 % — азіатів |

До двох чи більше рас належало 0,2 %. Частка іспаномовних становила 1,8 % від усіх жителів.
За віковим діапазоном населення розподілялося таким чином: 23,6 % — особи молодші 18 років, 52,6 % — особи у віці 18—64 років, 23,8 % — особи у віці 65 років та старші. Медіана віку мешканця становила 45,0 року. На 100 осіб жіночої статі у місті припадало 91,5 чоловіків;  на 100 жінок у віці від 18 років та старших — 94,0 чоловіків також старших 18 років.
Середній дохід на одне домашнє господарство  становив 57 445 доларів США (медіана — 47 727), а середній дохід на одну сім'ю — 69 349 доларів (медіана — 58 152). За межею бідності перебувало 4,5 % осіб, у тому числі 0,0 % дітей у віці до 18 років та 9,1 % осіб у віці 65 років та старших.
Цивільне працевлаштоване населення становило 541 осіб. Основні галузі зайнятості: освіта, охорона здоров'я та соціальна допомога — 23,5 %, виробництво — 20,1 %, роздрібна торгівля — 8,7 %, фінанси, страхування та нерухомість — 7,2 %.